# Nososticta taracumbi
Nososticta taracumbi – gatunek ważki z rodziny pióronogowatych (Platycnemididae).